# Elezioni presidenziali in Ucraina del 2004
Le elezioni presidenziali in Ucraina del 2004 si tennero il 31 ottobre (primo turno) e il 21 novembre (secondo turno); a seguito dell'annullamento dei risultati del ballottaggio, questo fu ripetuto il 26 dicembre.
I due principali candidati erano il primo ministro in carica Viktor Janukovyč, sostenuto dall'allora presidente Leonid Kučma e dal presidente russo Vladimir Putin, e l'ex primo ministro e capo dell'opposizione Viktor Juščenko, appoggiato dall'Unione europea e dagli Stati Uniti. Secondo i risultati ufficiali, annunciati il 23 novembre, l'elezione era stata vinta da Janukovyč, ma Juščenko e i suoi sostenitori, come anche molti osservatori internazionali, denunciarono le elezioni come truccate. Ciò portò a una grave crisi politica e ad atti di disobbedienza civile, noti col nome di "rivoluzione arancione", che portarono infine la Corte suprema dell'Ucraina ad annullare i risultati e a ripetere il secondo turno elettorale. Il secondo svolgimento del secondo turno avvenne il 26 dicembre. Gli osservatori affermarono che il voto era stato maggiormente libero, e Viktor Juščenko ottenne questa volta il 52% dei voti, contro il 44% di Janukovyč. Juščenko fu quindi dichiarato vincitore il 10 gennaio 2005, dopo il fallimento di un'azione legale intentata da Janukovyč.
L'elezione si svolse in un'atmosfera particolarmente nervosa, con sospetti di intimidazioni e anche dell'avvelenamento di Juščenko, che fu poi confermato essere il risultato di avvelenamento per diossina.

## Risultati
| Candidati             | Partiti                                                  | I turno    | I turno | II turno (annullato) | II turno (annullato) | II turno   | II turno |
| Candidati             | Partiti                                                  | Voti       | %       | Voti                 | %                    | Voti       | %        |
| --------------------- | -------------------------------------------------------- | ---------- | ------- | -------------------- | -------------------- | ---------- | -------- |
| Viktor Juščenko       | Indipendente                                             | 11 188 675 | 39,91   | 14 222 289           | 46,61                | 15 115 712 | 52,00    |
| Viktor Janukovyč      | Partito delle Regioni                                    | 11 008 731 | 39,27   | 15 093 691           | 49,47                | 12 848 528 | 44,20    |
| Oleksandr Moroz       | Partito Socialista d'Ucraina                             | 1 632 098  | 5,82    |                      |                      |            |          |
| Petro Symonenko       | Partito Comunista d'Ucraina                              | 1 396 135  | 4,98    |                      |                      |            |          |
| Natalija Vitrenko     | Partito Socialista Progressista d'Ucraina                | 429 794    | 1,53    |                      |                      |            |          |
| Anatolij Kinach       | Partito degli Industriali e degli Imprenditori d'Ucraina | 262 530    | 0,94    |                      |                      |            |          |
| Oleksandr Jakovenko   | Partito Comunista degli Operai e dei Contadini           | 219 191    | 0,78    |                      |                      |            |          |
| Oleksandr Omel'čenko  | Partito dell'Unità                                       | 136 830    | 0,49    |                      |                      |            |          |
| Leonid Černovec'kyj   | Indipendente                                             | 129 066    | 0,46    |                      |                      |            |          |
| Dmytro Korčyns'kyj    | Indipendente                                             | 49 961     | 0,18    |                      |                      |            |          |
| Andrij Čornovil       | Indipendente                                             | 36 278     | 0,13    |                      |                      |            |          |
| Mykola Hrabar         | Indipendente                                             | 19 675     | 0,07    |                      |                      |            |          |
| Mychajlo Brods'kyj    | Indipendente                                             | 16 498     | 0,06    |                      |                      |            |          |
| Jurij Zbitnjev        | Partito Nuovo Potere                                     | 16 321     | 0,06    |                      |                      |            |          |
| Serhij Komisarenko    | Indipendente                                             | 13 754     | 0,05    |                      |                      |            |          |
| Vasyl' Volha          | Controllo Pubblico                                       | 12 956     | 0,05    |                      |                      |            |          |
| Bohdan Bojko          | Movimento dei Patrioti Ucraini                           | 12 793     | 0,05    |                      |                      |            |          |
| Oleksandr Ržavs'kyj   | Partito Famiglia Unita                                   | 10 714     | 0,04    |                      |                      |            |          |
| Mykola Rohožyns'kyj   | Indipendente                                             | 10 289     | 0,04    |                      |                      |            |          |
| Vladyslav Kryvobokov  | Partito Popolare di Protezione Sociale                   | 9 340      | 0,03    |                      |                      |            |          |
| Oleksandr Bazyljuk    | Partito Slavo                                            | 8 963      | 0,03    |                      |                      |            |          |
| Ihor Dušyn            | Partito Liberal Democratico d'Ucraina                    | 8 623      | 0,03    |                      |                      |            |          |
| Roman Kozak           | Organizzazione dei Nazionalisti Ucraini                  | 8 410      | 0,03    |                      |                      |            |          |
| Volodymyr Nečyporuk   | Indipendente                                             | 6 171      | 0,02    |                      |                      |            |          |
| Nessuno dei candidati | Nessuno dei candidati                                    | 556 962    | 1,99    | 707 284              | 2,32                 | 682 239    | 2,35     |
| Voti non validi       | Voti non validi                                          | 834 426    | 2,98    | 1 195 309            | 4,11                 | 1 104 731  | 3,80     |
| Totale                | Totale                                                   | 28 035 184 | 100     | 30 511 289           | 100                  | 29 068 971 | 100      |

## Cronologia

### L'annullamento del ballottaggio

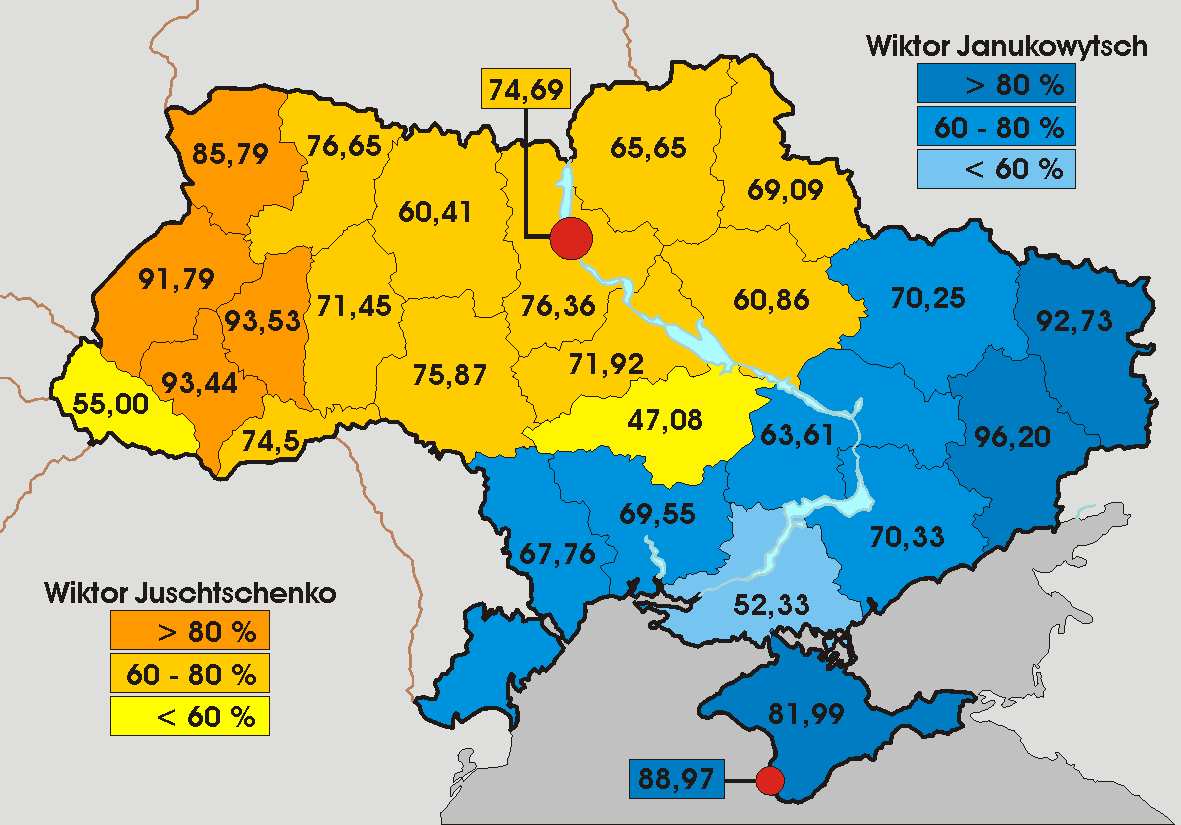
Distribuzione del voto per oblast' e città autonoma nel secondo turno (annullato)

Al secondo turno del 21 novembre, la Commissione Elettorale dell'Ucraina dichiarò il Primo ministro Viktor Janukovyč vincitore. Secondo i dati della Commissione, Viktor Janukovyč aveva ottenuto il 49,42%, mentre Viktor Juščenko il 46,69%. Gli osservatori dell'OSCE affermarono che il voto "non aveva soddisfatto le regole internazionali” e l'osservatore senior degli USA, il Senatore Richard Lugar, le definì "programma di frode elettorale concertato e potente".
La distribuzione geografica dei voti mostrò una chiara divisione tra est e ovest dell'Ucraina, il che è radicato fortemente nella storia della nazione. Le parti occidentali e centrali corrispondono all'incirca ai territori dell'ex Confederazione Polacco-Lituana del XVII secolo; queste regioni sono considerate più filo-occidentali, e la popolazione è principalmente di lingua ucraina e cattolici greco-ucraini (uniati) nell'ovest o ortodossi ucraini al centro, e votarono principalmente in favore di Juščenko. La parte orientale, fortemente industrializzata, comprendente anche la Repubblica Autonoma di Crimea, dove i legami con la Russia e la Chiesa ortodossa russa sono molto più forti, e dove vivono molte persone di etnia russa, è una roccaforte di Janukovyč.
Tra i due turni elettorali, la grande crescita nell'affluenza fu registrata nelle regioni sostenenti Janukovyč, mentre le regioni favorevoli a Juščenko, videro all'incirca lo stesso dato, comparato col primo turno. Questo effetto fu marcato principalmente nell'Ucraina orientale e specialmente nelle roccaforti di Janukovyč dell'Oblast' di Donec'k, dove si verificò un'affluenza del 98,5%, più del 40% più del primo turno. In alcuni distretti, fu registrata un'affluenza maggiore del 100%, e uno di questi riportò addirittura un'affluenza del 127%. Secondo gli osservatori delle elezioni e gli investigatori criminali post-elettorali, gli attivisti filo-Janukovyč viaggiarono per la nazione e votarono molte volte in luogo degli assenti. Ad alcuni gruppi dipendenti dall'assistenza del governo, come studenti, degenti e prigionieri, fu detto di votare per il candidato del governo.
Furono registrate molte altre irregolarità, come falsificazione delle schede, intimidazioni e grandi numeri di nuovi elettori apparsi sui registri elettorali; nella sola Donec'k, al secondo turno votò mezzo milione di elettori più del primo. Janukovyč vinse in tutte le regioni dove si registrò l'aumento dell'affluenza, tranne una. In seguito, la Corte Suprema dell'Ucraina affermò che questo era avvenuto a causa della diffusa falsificazione dei risultati.

### Influenze e reazioni internazionali

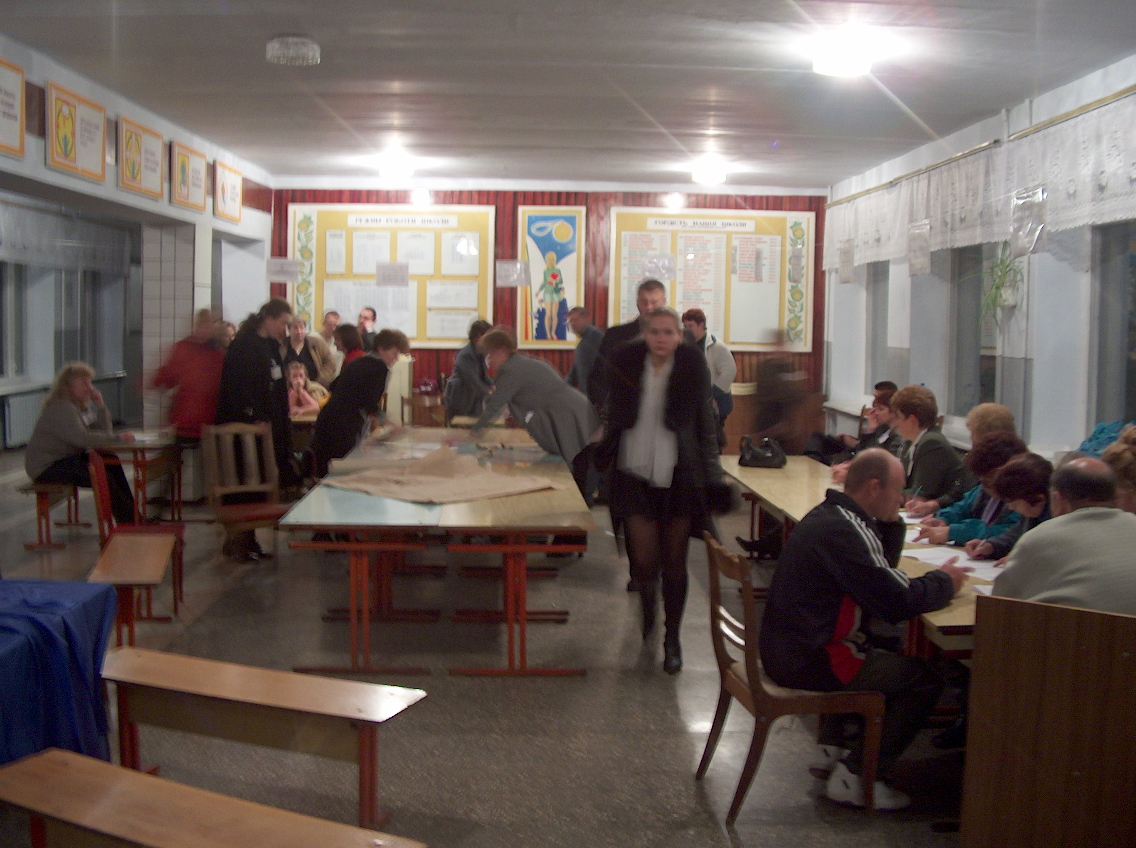
Votanti al primo turno presso Kam"janec'-Podil's'kyj, 31 ottobre 2004.

Molti commentatori videro le potenze straniere influenzare le elezioni, e in particolare gli Stati Uniti, l'Unione europea e la Russia, con gli USA che sostenevano Juščenko (il Segretario di Stato degli Stati Uniti Henry Kissinger, l'ex Consigliere della Sicurezza Nazionale Zbigniew Brzezinski e il Senatore John McCain visitarono tutti Kiev, con visite ufficiali o private), e il Presidente della Russia Vladimir Putin che sosteneva pubblicamente Janukovyč. Sui media, i due candidati erano in aperto contrasto, in quanto Juščenko rappresentava sia i residenti delle zone di Kiev filo-occidentali che gli abitanti delle campagne ucraine, mentre Janukovyč rappresentava i lavoratori della parte orientale e gli industriali filo-russi.
Più nello specifico, si credeva che una vittoria di Juščenko avrebbe rappresentato uno stop all'integrazione dell'Ucraina con il resto della Comunità degli Stati Indipendenti, e probabilmente la cancellazione dello Spazio Economico Comune tra Russia, Ucraina, Bielorussia e Kazakistan, che era già stato deciso dalla Verchovna Rada. Egli avrebbe invece incrementato i tentativi di integrazione con l'Europa e il possibile ingresso nell'UE e nella NATO. D'altra parte, Janukovyč aveva già promesso di rendere il russo la lingua ufficiale dell'Ucraina, come già avviene nel caso dei membri della CSI come Bielorussia, Kazakhstan e Kirghizistan.

#### La Russia e la CSI
Putin si congratulò con Viktor Janukovyč per la vittoria ancora prima che venissero resi ufficiali i risultati, e seguirono poco dopo i complimenti del Presidente della Bielorussia Aljaksandr Lukašėnka. Gli osservatori elettorali della CSI lodarono il secondo turno elettorale definendolo "legittimo e di una natura tale da riflettere gli standard democratici", un'opinione opposta a quella degli altri osservatori, come quelli dell'ENEMO, del Comitato dei Votanti dell'Ucraina e dell'IEOM.
I sostenitori in Russia pubblicizzarono l'elezione come opposizione al rinnovato imperialismo occidentale. Il leader del Partito Comunista della Federazione Russa Gennady Zyuganov, ad esempio, biasimò l'Occidente per aver interferito nella situazione dell'Ucraina alla vigilia delle elezioni del 31 ottobre:
Il 28 novembre Jurij Lužkov, sindaco di Mosca, tenne un discorso denunciando l'opposizione ucraina, definendo i suoi membri un "sabba di streghe" che fingeva di "rappresentare tutta la nazione." I giornali russi stamparono insistentemente avvisando la popolazione, e il giornale del Partito Comunista Pravda scrisse: "Le truppe NATO in Ungheria e Polonia sono pronte a muoversi, e le unità militari in Romania e Slovacchia sono state messe in allerta. Le città ucraine sono il loro obiettivo".
Diverse altre nazioni della CSI si unirono alla Russia nel sostenere Viktor Janukovyč. Il presidente della Bielorussia Aljaksandr Lukašėnka gli telefonò per congratularsi personalmente prima della dichiarazione ufficiale dei risultati. Il presidente del Kazakistan Nursultan Nazarbayev gli scrisse affermando che "La Sua vittoria mostra che il popolo ucraino ha fatto la scelta in favore dell'unità della Nazione, dello sviluppo democratico e del progresso economico". I Presidenti di Kirghizistan (Askar Akayev) e Uzbekistan (Islom Karimov) inviarono similmente le loro congratulazioni. Tuttavia, in seguito, Karimov criticò il coinvolgimento della Russia nelle elezioni ucraine, affermando che l'"eccessiva dimostrazione russa di interesse verso un esito nel voto ha fatto più male che bene".
Invece, il Presidente della Georgia Mikheil Saakašvili indicò il proprio sostegno per Viktor Juščenko, affermando che "Ciò che oggi avviene in Ucraina si riferisce chiaramente all'esempio della Georgia per il resto del mondo." Questa affermazione fu un riferimento alla rivoluzione della rosa della fine del 2003; in effetti, i georgiani erano stati molto visibili nelle manifestazioni di Kiev e la bandiera della Georgia era stata tra quelle sventolate in Piazza dell'Indipendenza, mentre Juščenko teneva in mano una rosa a ricordare appunto la rivoluzione georgiana.
Armenia e Azerbaigian mantennero posizioni più neutrali, non sostenendo nessun candidato in particolare, ma dichiarando l'importanza dell'unità dell'Ucraina.
Il 2 dicembre, un giorno prima della decisione della Corte Suprema della ripetizione del voto, il Presidente Leonid Kučma visitò Mosca per discutere della crisi con Vladimir Putin. Putin sostenne la posizione di Kučma, favorevole a ripetere le elezioni in blocco, anziché la sola ripetizione del secondo turno.

#### Unione Europea
L'Unione europea affermò subito che non avrebbe riconosciuto i risultati delle elezioni. Tutti i 25 paesi membri dell'UE raccomandarono ai propri ambasciatori in Ucraina di protestare fortemente contro quella che era stata vista come frode elettorale.
L'Unione Europea discusse il processo elettorale ucraino, con il Presidente della Commissione Europea José Manuel Barroso che mise in guardia sulle conseguenze, se non ci fosse stata una revisione del risultato elettorale. Durante un incontro tra Putin e i funzionari dell'UE a L'Aia, il Presidente russo si oppose alla reazione dell'Europa, affermando che egli era "fortemente convinto che non vi fosse diritto morale a spingere un grande stato europeo verso nessun tipo di disordine di massa".
Tra gli stati europei, le nazioni confinanti ad ovest con l'Ucraina furono in particolare toccate dalle conseguenze delle elezioni. In Polonia, il maggiore vicino occidentale dell'Ucraina, i politici, i media e i cittadini sostennero entusiasticamente Viktor Juščenko e si opposero ai brogli elettorali. I deputati polacchi al Parlamento Europeo chiesero di dare all'Ucraina la prospettiva di un futuro ingresso nell'UE, a patto che la nazione sottostesse agli standard democratici. I membri occidentali dell'UE sono in generale più riluttanti all'ingresso ucraino nell'Unione, il che spinse i media polacchi ad accusarli di essere più interessati al processo di integrazione della Turchia e a mantenere relazioni pacifiche con la Russia.
Il 25 novembre, l'ex Ministro degli Esteri ucraino e stretto collaboratore di
Juščenko, Borys Tarasyuk, tenne un discorso al Sejm, cercando di spingere la Polonia a non riconoscere il risultato elettorale e ad aiutare a risolvere la crisi politica. Lo stesso giorno, l'ex Presidente della Polonia Lech Wałęsa si recò a Kiev per esprimere pubblicamente il proprio sostegno a Viktor Juščenko; l'ex Presidente fu poi seguito da altri deputati polacchi di diversi partiti.
Il 26 novembre, l'allora Presidente della Polonia Aleksander Kwaśniewski giunse a Kiev, seguito dal responsabile UE degli Affari Esteri Javier Solana e dal Presidente della Lituania Valdas Adamkus.

#### Stati Uniti
Il governo degli Stati Uniti decise che non avrebbe riconosciuto le elezioni, ed espresse insoddisfazione riguardo ai risultati. Il Segretario di Stato uscente, Colin Powell, affermò inequivocabilmente che i risultati annunciati non potevano essere accettati come legittimi dagli USA. Il Presidente George W. Bush e altri membri del Congresso rilasciarono dichiarazioni che mostravano i propri dubbi riguardo alle elezioni. Zbigniew Brzezinski vide le elezioni come opposizione al rinnovato imperialismo russo:
I senatori John McCain e Hillary Clinton scrissero insieme una lettera per candidarlo, insieme al Presidente della Georgia Mikheil Saakašvili, al Premio Nobel per la pace.

### Ripetizione delle elezioni
I risultati finali stabilirono che Viktor Juščenko aveva vinto con il 52,00% dei voti, mentre Viktor Janukovyč aveva ottenuto solo il 44,19%. Viktor Janukovyč riconobbe la sconfitta il 31 dicembre 2004, dimettendosi dalla carica di Primo Ministro il giorno stesso. Nonostante la vittoria di Juščenko al secondo turno, la distribuzione dei voti regionali rimase in larga misura inalterata rispetto al primo turno, con molte province meridionali e orientali che votarono per Janukovyč, mentre le regioni occidentali e centrali diedero nuovamente fiducia a Juščenko.
La Corte Suprema dell'Ucraina rigettò l'appello di Janukovyč contro il trattamento, da parte della Commissione Elettorale, dei risultati del 6 gennaio.
Il 10 gennaio la Commissione Elettorale Ucraina dichiarò ufficialmente Juščenko vincitore e l'11 gennaio pubblicò i risultati finali delle elezioni, chiarendo che Juščenko sarebbe stato nominato Presidente dell'Ucraina come indipendente. La cerimonia ufficiale di inaugurazione come Presidente ebbe luogo domenica 23 gennaio 2005 a mezzogiorno; durante la cerimonia, Juščenko tenne il proprio giuramento.